# Dora 2024
La venticinquesima edizione di Dora si è tenuta dal 22 al 25 febbraio 2024 presso gli studi televisivi di HRT e ha selezionato il rappresentante della Croazia all'Eurovision Song Contest 2024.
Il vincitore è stato Baby Lasagna con Rim Tim Tagi Dim.

## Organizzazione
L'emittente croata Hrvatska Radiotelevizija (HRT) ha confermato la partecipazione della Croazia all'Eurovision Song Contest 2024 il 14 settembre 2023, annunciando inoltre l'organizzazione della 25ª edizione di Dora per selezionare il proprio rappresentante. Nel medesimo giorno, l'emittente ha dato la possibilità agli aspiranti partecipanti di inviare i propri brani entro il 30 novembre dello stesso anno.
Per la prima volta dall'edizione 2019, il festival si articolerà di in due semifinali da 12 partecipanti il 22 e il 23 febbraio 2024, e in una finale il successivo 25 febbraio presso gli studi televisivi dell'emittente HRT nella capitale Zagabria. Durante le semifinali il voto del pubblico tramite televoto ha decretato i sedici finalisti, mentre nella finale il voto combinato di giuria (rappresentato da quattro giurie croate e quattro internazionali) e pubblico ha decretato il vincitore.

## Partecipanti
L'emittente HRT, con l'ausilio di una giuria tecnica, ha selezionato i 24 partecipanti (oltre a 4 partecipanti di riserva) fra le 203 proposte ricevute, annunciati il 15 dicembre 2023. Tutti i brani sono stati presentati il 4 gennaio 2024. Fra i concorrenti ci sono anche Damir Kedžo e i Let 3 che hanno precedentemente rappresentato il paese all'Eurovision Song Contest 2020 e 2023.
Il 3 gennaio 2024 HRT ha annunciato il ritiro di Zsa Zsa dalla competizione, che è stata successivamente sostituita da Baby Lasagna con Rim Tim Tagi Dim, uno dei partecipanti di riserva precedentemente selezionati dall'emittente.
| Artista                              | Brano                     | Lingua          | Autori                                                                  |
| ------------------------------------ | ------------------------- | --------------- | ----------------------------------------------------------------------- |
| Alen Đuras                           | A Tamburitza Lullaby      | Inglese         | Jimmy Åkerfors, Michel Fannoun, Siniša Reljić-Simba, Tony Malm          |
| Baby Lasagna                         | Rim Tim Tagi Dim          | Inglese         | Marko Purišić                                                           |
| Barbara Munjas                       | Nepobjediva               | Croato          | Barbara Munjas, Zoran Majstorović                                       |
| Boris Štok                           | Can We Talk               | Inglese         | Aidan O'Connor, Boris Štok, Darko Terlević, John Dorothy,               |
| Damir Kedžo                          | Voljena ženo              | Croato          | Ante Pecotić                                                            |
| Erna                                 | How Do You Love Me        | Inglese         | Alan Dović, Erna Imamović, Gabor Rac                                    |
| ET                                   | Pametnom dosta            | Croato          | Adonis Ćulibrk, Boytronic, Inav Coste                                   |
| Eugen                                | Tišine                    | Croato          | Anja Grabovac, Eugen Stjepan Višić                                      |
| James Night                          | Nebo plače                | Croato          | Leonardo Šajin                                                          |
| Lana Mandarić                        | More                      | Croato          | Lana Mandarić                                                           |
| Lara Demarin                         | Ne vjerujem ti            | Croato, inglese | Hrvoje Domazet, Lara Demarin, Luka Demarin, Robert Domitrović           |
| Let 3                                | Babaroga                  | Croato          | Damir Martinović Mrle, Iztok Turk, Matej Zec, Zoran Prodanović          |
| Lu Dedić                             | Plavi leptir              | Croato          | Miro Lesić                                                              |
| Marcela                              | Gasoline                  | Inglese         | Bjørgen van Essen, Daniël van den Brink, Délano Ladurner, Marcela Oroši |
| Mario Battifiaca feat. Robert Ferlin | Vodu piti trizan biti     | Croato          | Bruno Krajcar                                                           |
| Misha                                | One Day                   | Inglese         | Nemanja Filipović                                                       |
| Natalie Balmix                       | Dijamanti                 | Croato          | Darko Dimitrov, Lazar Cvetkoski, Natalie Balmix, Robert Bilbilov        |
| Noelle                               | Baby, Baby                | Croato          | Ivan Zečić, Miroslav Zečić                                              |
| Pavel                                | Do mijeseca               | Croato          | Aljoša Šerić, Jere Šešelja                                              |
| Saša Lozar                           | Ne plačem zbog nje        | Croato          | Ante Pecotić                                                            |
| Stefany Žužić                        | Sretnih dana dat' će Bog  | Croato          | Branimir Mihaljević, Nenad Ninčević                                     |
| The Splitters                        | Od kad te sanjam          | Croato          | Josip Senta, Petar Senta                                                |
| Vatra                                | Slatke suze, gorka ljubav | Croato          | Ivan Dečak                                                              |
| Vinko                                | Lying Eyes                | Inglese         | Srđan Sekulović Skansi, Vinko Ćemeraš                                   |
| Zsa Zsa                              | Probudi usne moje         | —               | —                                                                       |

Brani di riserva
| Artista       | Brano              | Lingua  | Autori                    |
| ------------- | ------------------ | ------- | ------------------------- |
| Baby Lasagna  | Rim Tim Tagi Dim   | Inglese | Marko Purišić             |
| Cota G4       | Stavi se na mjesto | Croato  | —                         |
| Ether         | Duboko roni        | Croato  | —                         |
| Mihael Kvorka | Vrati se           | Croato  | Alan Dović, Mihaek Kvorka |

## Semifinali
Le semifinali si sono svolte in due serate, il 22 ed il 23 febbraio 2024, e ciascuna ha visto competere 12 partecipanti per gli otto posti  destinati alla finale.

### Prima semifinale
La prima semifinale si è tenuta il 22 febbraio 2024 presso il centro televisivo HRT di Zagabria ed è stata presentata da Duško Čurlić, Maja Ciglenečki e Anja Cerar.
Ad accedere alla finale sono stati Mario Battigia feat. Robert Feeling, Stefano Žužić, Eugen, Vinko, i Let 3, Lana Mandarić, Pavel e Saša Lozar.
| #  | Artista                              | Titolo                   | Televoto | Posizione |
| -- | ------------------------------------ | ------------------------ | -------- | --------- |
| 1  | Noelle                               | Baby, Baby               | 1 025    | 10        |
| 2  | Mario Battifiaca feat. Robert Ferlin | Vodu piti trizan biti    | 1 917    | 7         |
| 3  | Stefany Žužić                        | Sretnih dana dat' će Bog | 3 163    | 4         |
| 4  | Misha                                | One Day                  | 787      | 12        |
| 5  | Erna                                 | How Do You Love Me       | 1 036    | 9         |
| 6  | Eugen                                | Tišine                   | 4 339    | 1         |
| 7  | Vinko                                | Lying Eyes               | 3 526    | 3         |
| 8  | Barbara Munjas                       | Nepobjediva              | 860      | 11        |
| 9  | Let 3                                | Babaroga                 | 4 213    | 2         |
| 10 | Lana Mandarić                        | More                     | 2 232    | 6         |
| 11 | Pavel                                | Do mijeseca              | 3 032    | 5         |
| 12 | Saša Lozar                           | Ne plačem zbog nje       | 1 276    | 8         |

### Seconda semifinale
La seconda semifinale si è tenuta il 23 febbraio 2024 presso il centro televisivo HRT di Zagabria ed è stata presentata da Duško Čurlić, Maja Ciglenečki e Anja Cerar.
Ad accedere alla finale sono stati Lara Demarin, Alen Đuras, Boris Štok, Baby Lasagna, Vatra, Damir Kedžo, Natalie Balmix e Marcela.
| #  | Artista        | Titolo                    | Televoto | Posizione |
| -- | -------------- | ------------------------- | -------- | --------- |
| 1  | Lu Dedić       | Plavi leptir              | 1 056    | 11        |
| 2  | James Night    | Nebo plače                | 1 129    | 10        |
| 3  | Lara Demarin   | Ne vjerujem ti            | 1 662    | 7         |
| 4  | Alen Đuras     | A Tamburitza Lullaby      | 3 838    | 2         |
| 5  | The Splitters  | Od kad te sanjam          | 1 432    | 9         |
| 6  | Boris Štok     | Can We Talk               | 1 761    | 6         |
| 7  | Baby Lasagna   | Rim Tim Tagi Dim          | 22 948   | 1         |
| 8  | ET             | Pametnom dosta            | 956      | 12        |
| 9  | Vatra          | Slatke suze, gorka ljubav | 1 825    | 5         |
| 10 | Damir Kedžo    | Voljena ženo              | 3 060    | 4         |
| 11 | Natalie Balmix | Dijamanti                 | 1 631    | 8         |
| 12 | Marcela        | Gasoline                  | 3 285    | 3         |

## Finale
La finale si è tenuta l'25 febbraio 2024 presso il centro televisivo HRT di Zagabria ed è stata presentata da Duško Čurlić, Maja Ciglenečki e Anja Cerar. L'ordine d'esibizione è stato reso noto il 23 febbraio 2024.
Durante la serata si sono esibiti i Let 3, vincitori dell'edizioni precedente nonché finalisti in questa edizione, con i brani Mama šč! e Ero s onoga svijeta.
Baby Lasagna è stato proclamato vincitore trionfando sia nel voto della giuria che nel televoto, ottenendo in quest'ultimo più della metà dei voti totali.
| #  | Artista                              | Brano                     | Giuria | Giuria | Televoto | Televoto | Totale | Posizione |
| #  | Artista                              | Brano                     | Croata | Inter. | Voti     | Punti    | Totale | Posizione |
| -- | ------------------------------------ | ------------------------- | ------ | ------ | -------- | -------- | ------ | --------- |
| 1  | Natalie Balmix                       | Dijamanti                 | 23     | 1      | 4 030    | 11       | 35     | 10        |
| 2  | Mario Battifiaca feat. Robert Ferlin | Vodu piti trizan biti     | 0      | 0      | 3 390    | 9        | 9      | 15        |
| 3  | Lana Mandarić                        | More                      | 0      | 9      | 1 524    | 4        | 13     | 13        |
| 4  | Boris Štok                           | Can We Talk               | 8      | 2      | 4 744    | 13       | 23     | 12        |
| 5  | Stefany                              | Sretnih dana dat' će Bog  | 0      | 3      | 3 452    | 9        | 12     | 14        |
| 6  | Pavel                                | Do mjeseca                | 21     | 17     | 5 574    | 15       | 53     | 7         |
| 7  | Saša Lozar                           | Ne plačem zbog nje        | 0      | 1      | 1 733    | 5        | 6      | 16        |
| 8  | Lara Demarin                         | Ne vjerujem ti            | 1      | 18     | 2 304    | 6        | 25     | 11        |
| 9  | Let 3                                | Babaroga                  | 32     | 23     | 9 142    | 24       | 79     | 3         |
| 10 | Alen Đuras                           | A Tamburitza Lullaby      | 19     | 16     | 10 127   | 27       | 62     | 5         |
| 11 | Eugen                                | Tišine                    | 0      | 26     | 5 772    | 15       | 41     | 8         |
| 12 | Vatra                                | Slatke suze, gorka ljubav | 6      | 15     | 5 629    | 15       | 36     | 9         |
| 13 | Damir Kedžo                          | Voljena ženo              | 23     | 28     | 8 192    | 22       | 73     | 4         |
| 14 | Baby Lasagna                         | Rim Tim Tagi Dim          | 48     | 26     | 92 693   | 247      | 321    | 1         |
| 15 | Marcela                              | Gasoline                  | 22     | 17     | 7 350    | 20       | 59     | 6         |
| 16 | Vinko                                | Lying Eyes                | 29     | 30     | 8 786    | 23       | 82     | 2         |

| Brano                     | Osijek | Fiume | Spalato | Zagabria | Totale |
| ------------------------- | ------ | ----- | ------- | -------- | ------ |
| Dijamanti                 | 3      | 8     | 4       | 8        | 23     |
| Vodu piti trizan biti     |        |       |         |          | 0      |
| More                      |        |       |         |          | 0      |
| Can We Talk               | 1      | 2     | 3       | 2        | 8      |
| Sretnih dana dat' će Bog  |        |       |         |          | 0      |
| Do mjeseca                | 7      | 5     | 2       | 7        | 21     |
| Ne plačem zbog nje        |        |       |         |          | 0      |
| Ne vjerujem ti            |        |       |         | 1        | 1      |
| Babaroga                  | 10     | 10    | 6       | 6        | 32     |
| A Tamburitza Lullaby      | 2      | 6     | 8       | 3        | 19     |
| Tišine                    |        |       |         |          | 0      |
| Slatke suze, gorka ljubav | 4      | 1     | 1       |          | 6      |
| Voljena ženo              | 5      | 7     | 7       | 4        | 23     |
| Rim Tim Tagi Dim          | 12     | 12    | 12      | 12       | 48     |
| Gasoline                  | 8      | 4     | 5       | 5        | 22     |
| Lying Eyes                | 6      | 3     | 10      | 10       | 29     |

| Brano                     | UKR | ISL | ITA | DEU | Totale |
| ------------------------- | --- | --- | --- | --- | ------ |
| Dijamanti                 |     |     |     | 1   | 1      |
| Vodu piti trizan biti     |     |     |     |     | 0      |
| More                      | 1   | 5   | 3   |     | 9      |
| Can We Talk               |     |     | 2   |     | 2      |
| Sretnih dana dat' će Bog  |     |     |     | 3   | 3      |
| Do mjeseca                | 5   | 6   |     | 6   | 17     |
| Ne plačem zbog nje        |     |     | 1   |     | 1      |
| Ne vjerujem ti            |     |     | 8   | 10  | 18     |
| Babaroga                  | 2   | 10  | 4   | 7   | 23     |
| A Tamburitza Lullaby      | 8   | 2   | 6   |     | 16     |
| Tišine                    | 6   | 3   | 5   | 12  | 26     |
| Slatke suze, gorka ljubav | 7   | 8   |     |     | 15     |
| Voljena ženo              | 3   | 7   | 10  | 8   | 28     |
| Rim Tim Tagi Dim          | 10  | 12  |     | 4   | 26     |
| Gasoline                  | 4   | 4   | 7   | 2   | 17     |
| Lying Eyes                | 12  | 1   | 12  | 5   | 30     |